# 阿米纳加尔乌尔夫布尔巴拉尔
阿米纳加尔乌尔夫布尔巴拉尔（Aminagar Urf Bhurbaral），是印度北方邦Meerut县的一个城镇。总人口5495（2001年）。

## 人口
该地2001年总人口5495人，其中男性2884人，女性2611人；0—6岁人口1011人，其中男554人，女457人；识字率59.55%，其中男性为68.69%，女性为49.44%。